# Ramses I
Ramses I a fost primul faraon din dinastia a XIX-a a Egiptului antic. A domnit între 1292 î.Hr. - 1290 î.Hr. sau 1295 î.Hr. - 1294 î.Hr., nu se știe cu exactitate, încă. A fost tatăl lui Seti I și Ramses al II-lea și deși a avut o domnie scurtă, urmașii săi vor reda Egiptului antic strălucirea.

## Familia și urcarea la tron
Pa-ra-mes-su, numele său înainte de încoronare, provenea dintr-o familie de nobili militari din delta Nilului, probabil de lângă fosta capitală Avaris, a suveranilor hiksoși sau din Tanis. Tatăl său, Seti, a fost comandant de trupe. Unchiul său Khaemwaset, ofițer în armată, a fost căsătorit cu Tamwadjesy, matroană a haremului lui Amon, fiind înrudită cu Huy, vicerege al Regatului Kush. Toate acestea indică înaltul statut al familiei lui Paramesu în regatul egiptean. 
Ramses I a intrat în grațiile faraonului Horemheb, ultimul faraon al dinastiei a XVIII-a numindu-l vizir și Mare Preot al lui Amon. Din această poziție Ramses I a jucat un rol important în restaurarea religiei Amarna, religie datând din vremea faraonului Akhenaten.
Horemheb însuși, provenind dintr-o familie nobilă dar fără viță regală, a urcat pe scara ierarhică servind în armata regatului, ajungând sfătuitor regal al lui Tutankhamon și al lui Ay, iar mai apoi faraon. Deoarece nu a avut urmași, l-a ales pe Ramses I, în ultimii ani de domniei, urmaș al său, deoarece acesta s-a dovedit a fi un bun administrator și avea un fiu (viitorul Seti I) și un nepot (Ramses al II-lea), având deci asigurată succesiunea la tron.
După urcarea pe tron, Ramses I, având o vârstă înaintată, l-a numit pe Seti I Prinț Regent, încredițându-i problemele militare ale regatului, iar el s-a ocupat de problemele domestice. În scurta sa domnie, a reușit să finalizeze cel de-al doilea pilon al templului din Karnak, început de Horemheb.

## Mormântul

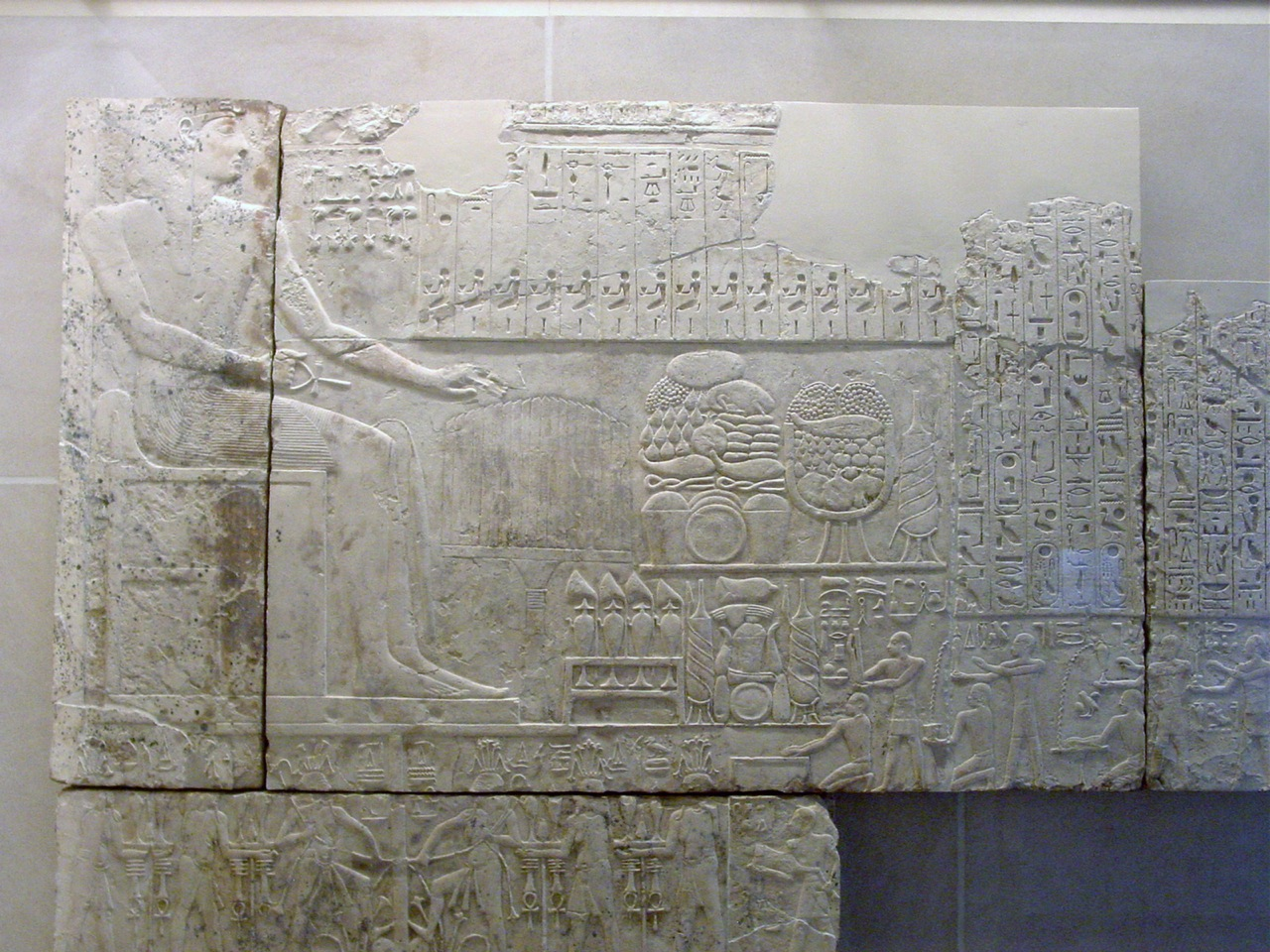
Relief de la capela Abydos al lui Ramses I. Capela a fost construită de către Seti I în memoria tatălui său.

Domnia lui Ramses I a fost foarte scurtă, astfel că nu a avut timpul necesar pentru a construi monumente care să-i pomenească numele și a fost înmormântat într-un mormânt mic pentru un faraon.
Ramses I a fost înmormântat în Valea Regilor. Mormântul său, descoperit de Giovanni Belzoni în anul 1817, inventariat ca KV16, este mic ca dimensiuni și dă senzația că a fost finalizat în mare grabă.